# بخش پیشکمر
بخش پیشکمر یکی از بخش‌های شهرستان کلاله در استان گلستان ایران است.

## جمعیت
براساس سرشماری مرکز آمار ایران در سال ۱۳۹۰، جمعیت بخش پیشکمر ۲۶۴۰۹ نفر بوده‌است.

## تقسیمات کشوری
بخش پیشکمر از دو دهستان تشکیل شده‌است:
- دهستان عرب داغ
- دهستان زاوکوه